# Face to Face (椎名へきるのアルバム)
『Face to Face』（フェイス・トゥー・フェイス）は、椎名へきるの6枚目のオリジナルアルバム。

## 解説
- 前作より11ヶ月ぶりとなる通算6枚目のアルバム。10thシングルでシングル楽曲では初めて自身単独で作詞を手掛けた「抱きしめて」、11thシングル「この世で一番大切なもの」と新曲10曲で構成。

- シングル、アルバムを通して唯一オリコンチャートTOP10入りを果たした作品だが、売り上げそのものは本作よりも売り上げが高い作品が存在する(アルバムでは3番目の売り上げ)。

- 前作『Baby blue eyes』から引き続き上野浩司、吉田とおる、Groovy Boyfriendsの高橋圭一[1]作曲家のTACOS NAOMIが参加。サウンドプロデュースは同じく前作に引き続きほとんどの楽曲で大坪稔明が担当。また作詞家の大森祥子も前作に引き続き参加している。また今作から初参加となったのは米米CLUBで一時期キーボードを担当していた勝又隆一や作曲家兼サウンドプロデューサーの西脇辰弥、シンガーソングライターの野見山正貴。

- 初回分はデジパック仕様となっている。

## 収録曲
| #         | タイトル                   | 作詞                 | 作曲                               | 編曲                               | 時間  |
| --------- | -------------------------- | -------------------- | ---------------------------------- | ---------------------------------- | ----- |
| 1.        | 「This Moment」            | 上野浩司             | 上野浩司                           | 大坪稔明                           | 4:47  |
| 2.        | 「fly away」               | 吉田とおる           | 吉田とおる                         | 大坪稔明                           | 4:50  |
| 3.        | 「Let me sing with soul」  | 椎名へきる・IZUMI    | 高橋圭一（from Groovy Boyfriends） | 高橋圭一（from Groovy Boyfriends） | 4:34  |
| 4.        | 「tears」                  | 吉田とおる           | 勝又隆一                           | 勝又隆一                           | 5:06  |
| 5.        | 「この世で一番大切なもの」 | 上野浩司・大森祥子   | 上野浩司                           | 大坪稔明                           | 4:33  |
| 6.        | 「あいたい」               | 上野浩司・椎名へきる | 上野浩司                           | 大坪稔明                           | 5:43  |
| 7.        | 「invisible」              | 椎名へきる           | 西脇辰弥                           | 西脇辰弥                           | 3:57  |
| 8.        | 「抱きしめて」             | 椎名へきる           | DAITA（from SIAM SHADE）           | 大坪稔明                           | 4:17  |
| 9.        | 「わからない男」           | 吉田とおる           | 上野浩司                           | 大坪稔明                           | 4:21  |
| 10.       | 「新しい風」               | 野見山正貴           | 野見山正貴                         | 上野浩司                           | 4:13  |
| 11.       | 「ROLLING STONE」          | アキレスKEN          | TACOS NAOMI                        | 大坪稔明                           | 5:01  |
| 12.       | 「ずっと…」                | 明本梨江             | 西脇辰弥                           | 西脇辰弥                           | 4:21  |
| 合計時間: | 合計時間:                  | 合計時間:            | 合計時間:                          | 合計時間:                          | 55:43 |